# Pell de Serp
Pell de Serp és un grup de música rock en català format a Solsona l'any 2006 originalment fundat per quatre exmembres del grup Les Pellofes Radioactives.

## Discografia
- El cos t'ho demana (2008) MEDIADAVID[2]
- Palla borratxa (2010) MEDIADAVID[2]